# 巫女 (サブカルチャー)

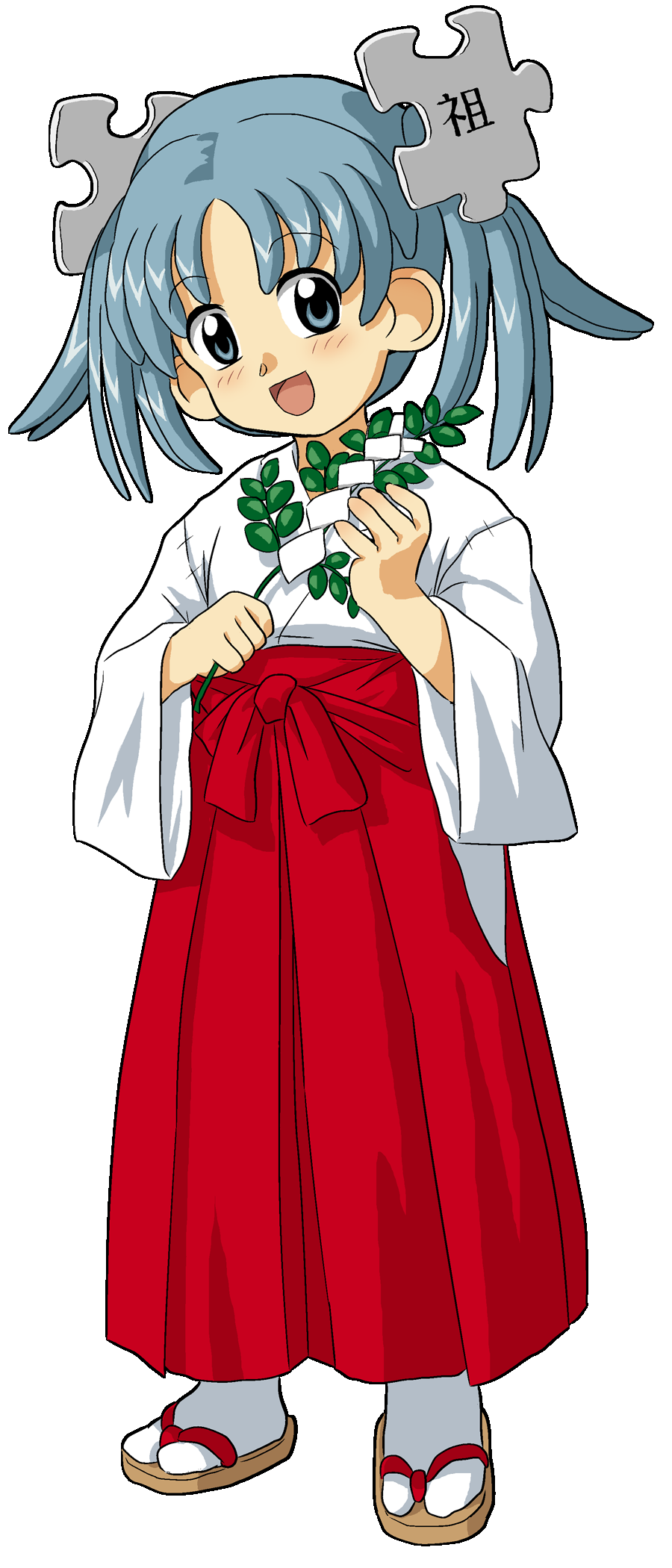
巫女装束のウィキペたん

巫女（みこ）は、神道の役職のひとつで、神に仕える女性（詳細は巫女を参照）のことであるが、大衆文化作品およびサブカルチャーにおいてもたびたび題材となる。本項ではそうした作品に登場する巫女について取り上げる。

## フィクションにおける巫女

### 作品上の巫女
小説、コミック、アニメ、ゲームなど、現代の大衆文化作品に巫女はしばしば登場し、ストックキャラクターの一種となっている。場合によっては作品のタイトルにまで「巫女」の文字が入っていることもある（後述の作品リストを参照）。こうした作品に登場する巫女には、魔を浄化するなど、強い霊能力が具わっているとされる場合が少なくない。
主役や主役級の扱いで巫女が作品に登場しているケースで、この場合、正式な巫女装束は少数派で、多くは「巫女服」（後述）と呼ばれる変形した服装の場合が多い。これに対して日本を舞台とする作品中で、例えば神社への初詣のシーンなどが描かれる時には、神社の雰囲気を演出するためにワンポイントで巫女が登場するといったことも見られ、この場合は正式な巫女装束（またはそれに近い装束）を身に付けている場合が多い。このように神社の象徴として巫女を利用するケースも見られる。なお近年、巫女はメイドなどと並んで萌え文化の対象ともなっている。
日本神道の巫女に限らず『ドルアーガの塔』に登場する女神イシターの巫女カイ、『サムライスピリッツ』に登場するナコルルや真鏡名ミナ、『テイルズ オブ シンフォニア』に登場する「神子」コレット、『シムーン』に登場するテンプスパティウムに仕えるシヴュラたちのように、典型的な紅白の巫女装束を着ていないキャラクターも「巫女」と認知されている。
また、『鋼鉄ジーグ』の女王ヒミカや『サムライスピリッツ』の羅将神ミヅキ、『朝霧の巫女』（アニメ版）に登場する黄昏の巫女たちなど、敵役として邪神や悪神に仕える悪しき巫女が登場する作品もある。

### 歴史
1980年代までは『うる星やつら』のサクラのように「悪霊退散」と唱えつつ御祓いをするなど、オカルト的要素を持ったサブキャラクターとして登場することが多かった。こういった巫女の代表例として、アクションシューティングゲーム『奇々怪界』（タイトー）の「小夜ちゃん」が存在する。
1990年代に入り「戦うヒロイン」が主題になる作品が増えてくると、退魔師としての側面を強くした戦う巫女が登場するようになる。『サイレントメビウス』の闇雲那魅や『美少女戦士セーラームーン』の火野レイ（セーラーマーズ）が代表的で、彼女らは主人公チームの1人として御札（呪符）を使った攻撃などを得意とする。
1990年代中盤から後半になると、美少女ゲームのヒロインとして巫女が散見されるようになる。多くは長い黒髪で、理想的な大和撫子としての特徴を持つ。いわゆる萌え属性として巫女が認知されるのもこの頃からである。やがて1999年には巫女育成シミュレーションゲーム『戦巫女 -Vestal virgin-』（アリスソフト）が発売された。
現実でもメイド喫茶の変形としてウェイトレスが巫女装束を着た巫女喫茶や、その居酒屋版、巫女居酒屋「月天」（がってん）が登場するなどがあったのも1990年代末頃である。
2000年代に入ると、いわゆるギャルゲーや美少女漫画・アニメなどにヒロインとして巫女が登場することが珍しくなくなり、『朝霧の巫女』、『神無月の巫女』など巫女をストレートに主題とする作品も多数発表されるようになっている。また、『咲-Saki-』に登場する永水女子高校生徒たちのような、職業的な巫女ではないが巫女装束姿のキャラクター、あるいは『艦隊これくしょん』の艦娘のような、巫女装束風な意匠を取り入れた格好をしたキャラクターも増えている。

### 巫女関係の趣味
コミック・アニメ・ゲーム風の巫女のイラスト、巫女が登場する同人誌を趣味で制作しイベントに出したりネットで公開する人もいる。また、巫女を型どったフィギュアやドール衣装を自作しイベントに出したりネットで写真を公開する人もいる。
架空の巫女とは別に、実在の巫女や巫女のコスプレをした女性も萌えの対象となる場合があり、初詣の時期には各地の神社を廻って巫女の写真を撮る者もいる。
これらの趣味では、巫女と同様に袴を穿いた女性ということで剣道、合気道、弓道、女学生（卒業式）などに対象を広げる場合も見られる。巫女を含むこれらが「袴っ娘」などの呼称でひと括りにされる場合も珍しくない。
匿名系掲示板などでは架空の巫女を「虹巫女」、実在・コスプレの巫女を「惨事巫女」と呼び区別する場合もある。

### 巫女服
サブカルチャーにおいては、巫女装束に似せたコスプレ用の衣装・ドール用の衣装を本物と区別して「巫女服」と呼ぶ場合が多い。これらは、例えばコスプレ衣装としてよく知られるメイド服などと並んで人気がある。このためメイド服のようなコスプレ衣装と同様に、コスプレショップで巫女装束や、巫女服キャラクターのコスプレ衣装が販売されていることもある。ただし、安価な市販品はコストを下げるために生地が薄い、本物と比較して腰の上刺糸が省略されているなど構造面での簡略化が目立ち、縫製が甘いことが多いので耐久性が低く、購入の際には注意が必要である。
いわゆる巫女服と現実の巫女装束との違いは、千早や白小袖に狩衣・水干風の切り込みや、袖に大針・小針の刺縫が付属する（『犬夜叉』桔梗）、履き物がスニーカーやブーツ他、草履以外である（『With You 〜みつめていたい〜』氷川 菜織）、緋袴が極端なミニ丈である（『CONCEPTION 俺の子供を産んでくれ!』ルカ）等、意匠が派手になったり露出度が上がるなどのアレンジが施されていることである。露出は極端な場合『魔界戦記ディスガイア』（女侍）『世界樹の迷宮II』（ブシドー）のように、ノースリーブどころか上半身がサラシのみの例すらある。
また、一般的な巫女の装束の色に注目した作品名を持った『WHITE×RED』のような作品は別として、袴の色遣いも緋色に囚われない場合も多く（『神無月の巫女』姫宮千歌音）、更に巫女装束の資料の乏しかった前世紀の作品（『うる星やつら』サクラ『奇々怪界』小夜など）では、腰に上刺糸のない腰板付きの武道用袴を着用している例も見られるため、歴史的な巫女装束とは乖離していることもある（特に、明治時代より前を舞台にした作品に登場する行灯袴に関して）。
神田明神の著書『巫女さん入門 初級編』の前書きで「コスプレ巫女が我が物顔で町を闊歩する姿を見て、神社として大きなショックを受けました」とあるように、こうしたコスプレの巫女服を好ましく思わない神職関係者もおり、時と場をわきまえた着用が求められる衣装と言える。

## 巫女が登場する作品
以下に巫女が登場する作品の一覧を記す。※基本的に五十音順。
ただし、メディアミックス作品の場合は基本的に原作あるいは中心となって展開されているメディアのみ記載する。なお太字となっている作品は、作品中で巫女が特に重要な要素となっていることを意味する。

### 小説

#### 一般向け
- 『HAPPY★LESSON』
- 『青い髪のミコ』
- 『いぬかみっ!』
- 『うわさのミニ巫女』シリーズ
- 『おらくる☆ヒミコさん』
- 『神様!仏様!きつね様!』シリーズ
- 『カレンダーがーるずOVER』
- 『気象精霊記』
- 『ささみさん@がんばらない』
- 『スレイヤーズ』シリーズ
- 『帝都物語』
- 『天涯の花』
- 『緋弾のアリア』
- 『ボーパルバニー#2』
- 『ホーリーメイデン』

#### 成人向け
- 『ボクミコ! 〜巫女とミコトの退魔修行〜』
- 『我が家のお稲荷さま。』

### コミック・アニメ

#### 一般向け
| ※ 上記と重複するものは割愛する。 - 『BLOOD-C』 - 『GS美神 極楽大作戦!!』 - 『STAR DRIVER 輝きのタクト』 - 『朝霧の巫女』 - 『歩き巫女 九尾』 - 『一騎当千』 - 『いなり、こんこん、恋いろは。』 - 『犬夜叉』 - 『命〜紅の守護神〜』 - 『因果応報!!? 悪巫女さん』 - 『うた∽かた』 - 『うみものがたり 〜あなたがいてくれたコト〜』 - 『うる星やつら』 - 『江戸前エルフ』 - 『お憑かれさん』 - 『お祓いします』 - 『怨霊退散!!ふたご巫女』 - 『カードキャプターさくら』 - 『かすみの杜』 - 『家庭教師ヒットマンREBORN 』 - 『かみおとめ』 - 『神さまのつくりかた。』 - 『かみさま日和』 - 『かみわたし 〜神様の箸渡し〜』 - 『仮面のメイドガイ』 - 『神無月の巫女』 - 『キャサリン、巫女です!!』 - 『ぎんぎつね』 - 『くまみこ』 - 『ごきげん!ミコちゃん』 & 『ミコちゃんはごきげんななめ!』 & 『もっと!ごきげんミコちゃん』 - 『ことのはの巫女とことだまの魔女と』 - 『咲-Saki-』 - 『サディスティック・19』 - 『さん・ぱいっ! 私立星川学園巫女部』 - 『シムーン』 - 『シャーマニックプリンセス』 - 『シャーマンキング』 - 『神社のススメ』 - 『シンバシノミコ』 - 『聖モエスの方舟』 - 『セキレイ』 - 『絶対衝激 〜PLATONIC HEART〜』 - 『絶対防空!まじょ巫女ひそか』 - 『蒼穹のファフナー EXODUS』 - 『双月巫女』 | - 『禁制×四重魂』（タブー×カルテット） - 『ダマされて巫女』 - 『つぐもも』 - 『ツバサ-RESERVoir CHRoNiCLE-』 - 『東京★イノセント』 - 『東京レイヴンズ』 - 『東京レイヴンズ RED AND WHITE』 - 『ながされて藍蘭島』 - 『夏色キセキ』 - 『VS騎士ラムネ&40炎』 - 『ハヤテのごとく!』 - 『美少女戦士セーラームーン』 - 『ヒミツの保健室』 - 『ふしぎ遊戯』 - 『星屑番外地』 - 『魔法先生ネギま!』 - 『魔法使いしかっ!!』 - 『巫女姉妹』 - 『みこたん 巫女さまは女子高生』 - 『巫女と科学の嘘八百万』 - 『みこみみみみこ〜妖魔討伐神子録〜』 - 『みずたまリンドウ』 - 『やおろちの巫女さん』 - 『円盤皇女ワるきゅーレ』 - 『妖乳乱舞めっぽう!』 - 『らき☆すた』 - 『らふねすと』 - 『ラブひな』 - 『少年甲斐』（わずかにとしがい） |

#### 成人向け漫画・アニメ
※いずれもアダルトコミック。
- 『神無日の巫女』
- 『3丁目神社奇譚』
- 『たまふり』
- 『隣の巫女さんは皆笑う』シリーズ
- 『初恋風味』
- 『祓ってプリーズ!』
- 『祭事の乙女達』
- 『巫女で昇天せて♡』

### 実写映画・テレビドラマ
※ 上記と重複するものは割愛する。
- 『結婚行進曲』
- 『巫女っちゃけん。』
- 『巫女に恋して』
- 『よろず占い処 陰陽屋へようこそ』

### TRPG
※ 上記と重複するものは割愛する。
- 『異界戦記カオスフレア』
- 『世界樹の迷宮PPG』
- 『戦国霊異伝』
- 『天羅万象』
- 『ナイトウィザード』
- 『蓬萊学園の冒険!!』
- 『夜桜忍法帖〜卓上血風録〜』

### ゲームブック
※ 上記と重複するものは割愛する。
- 『クイーンズブレイド』

### パチスロ
※ 上記と重複するものは割愛する。
- 『シスタークエスト2〜魔剣の騎士と白銀の巫女〜』

### コンピューターゲーム

#### 一般向けゲーム
※ 上記と重複するものは割愛する。
- 『アスラズ ラース』
- 『アルカナハート』
- 『イース7』
- 『戦巫女 -Vestal virgin-』
- 『片神名〜喪われた因果律〜』
- 『艦隊これくしょん』
- 『奇々怪界』
- 『CONCEPTION 俺の子供を産んでくれ!』
- 『STEINS;GATE』
- 『サムライスピリッツ』シリーズ
- 『式神の城』
- 『聖少女艦隊バージンフリート』
- 『世界樹の迷宮シリーズ』
- 『戦国エース』&『戦国ブレード』
- 『東方Project』
- 『信長の野望Online』
- 『花札参』
- 『遙かなる時空の中でシリーズ』
- 『ひぐらしのなく頃に』、『ひぐらしのなく頃に解』
- 『魔界戦記ディスガイアシリーズ』
- 『零 〜濡鴉ノ巫女〜』

#### アダルトゲーム
| - 『3LDK♥』 - 『Dear My Friend』 - 『Lost Passage』 - 『North Wind』 - 『Rance』シリーズ - 『WHITE×RED』 - 『朝凪のアクアノーツ』 - 『あまつみそらに』 - 『天巫女姫』（あまのみこひめ） - 『IZUMO』シリーズ - 『妹巫女・萌 「にいさま…私、巫女じゃなくなっちゃう…」』 - 『淫皇覇伝アマツ -白濁の呪印-』 - 『Wind -a breath of heart-』 - 『うつりぎ七恋天気あめ』 - 『永遠のアセリア』 - 『落ち葉の舞う頃』 - 『お祓いお姉さん! 〜弟を誘惑しなさいっ〜』 - 『俺の巫女さん』 - 『オレの巫女さま』 - 『顔のない月』 - 『神楽シリーズ』 - 『かみぱに』 - 『着せかえフェティッシュ!』 - 『肛奉巫女』 - 『式神 〜桔梗の華に秘めたる想い〜』 - 『姉妹巫女〜恥辱の緊縛卍責め〜』 - 『女装山脈』 - 『白い蛇の夜』 - 『神愛 〜Shin ai〜』 - 『月陽炎』 - 『どうして、そんなに黒い髪が好きなの?』 - 『どきどきPrincess』 - 『とらかぷっ!』 | - 『乳姫大祭』 - 『はらみこ』 - 『孕ら巫女姉妹』 - 『はるるみなもに!』 - 『必殺シゴキ人 〜神聖巨乳巫女斬り〜』 - 『姫巫女』 - 『姫武者』 - 『プリズム・アーク』 - 『星空のメモリア』 - 『み・こ・こ・ん -巫女婚-』 - 『巫女さんだ〜い好き』 - 『巫女さん細腕繁盛記』 - 『巫女舞 〜ただ一つの願い〜』 - 『巫女みこナース』 - 『水月』 - 『みらろま』 - 『めぐり、ひとひら。』 - 『モルダヴァイト』 - 『ヨスガノソラ』 |

### 書籍・その他
- 赤井結（あかい ゆい）- 結婚情報サービス・オーネットの広告に出演していた巫女装束を着た宣伝キャラクター。外見は若いが年齢不詳。婚活を宣伝する婚活巫女との異名を持つものの、本人は独身。 特技は料理。
- 『衣服の描き方「メイド・巫女編」』(2001年 小山雲鶴 グラフィック社 ISBN 4766112148)
- 『ころもゆうぎ』
- 『-萌え萌え 日本神話講座- 神の国の歩きかた』(2010年 日本神話講座制作委員会 イーグルパブリシング ISBN 4861461782)
- 『萌ゆる神の国!』(2007年 鈴木ドイツ イカロス出版 ISBN 4871499936)
- 『萌ゆる古事記』(2008年 鈴木ドイツ イカロス出版 ISBN 4863201362)